# Сеченьи, Мано
Граф Мано Сеченьи (венг. Manó Széchényi; 30 июля 1858, Шопрон, Королевство Венгрия, Австрийская империя — 29 декабря 1926, Сеньяфа) — венгерский политик, дипломат, министр иностранных дел Королевства Венгрия (1898—1900), императорский и королевский камергер. Тайный советник.

## Биография
Представитель венгерского дворянского рода Сеченьи, сыгравшего существенную роль в культурном, экономическом и техническом развитии венгерской нации в XIX веке.
Отец - граф Кальман Сечени (1824-1914), действительный тайный советник, владелец фамильных трастов Иванов.
Мать - графиня Каролина Грюнне (1832-1911).
Мано -  младший и пятый ребенок пары.
Он закончил учебу в бенедиктинской средней школе в Шопроне, затем изучал право в Венском университете. После окончания учёбы работал в посольстве в Берлине. Два года спустя был переведен в Рим, где был назначен представителем при Итальянском королевском дворе, затем в посольстве в Ватикане. В 1887 году стал почётным секретарём посольства в Ватикане. В 1889—1893 годах служил в посольстве в Константинополе.
Член Либеральной партии. За время своей карьеры был послом в Германской империи, Королевстве Греции (1895) и Королевстве Италия.
Член Мальтийского ордена. Сыграл большую роль в мирных переговорах о греко-турецкой войне, за что был награждён Австрийским орденом Леопольда. Позже работал первым советником посольства в Российской империи в Санкт-Петербурге.
1 ноября 1898 года он назначен на пост госсекретаря при министерстве короля Венгрии.
С 20 декабря 1898 по 7 марта 1900 года — министр иностранных дел Королевства Венгрия.
11 ноября 1907 года в Дьере женился на Марии Терезии графине Ревертера фон Саландра. Брак остался бездетным. Однако у Мано родилась дочь Вера от Изабеллы Вальдберг, с которой у него были длительные отношения.